# Pleuridium aurantiacum
Pleuridium aurantiacum là một loài rêu trong họ Ditrichaceae. Loài này được Snider & Delgad. mô tả khoa học đầu tiên năm 1988.